# Железопътна линия Видин – Кошава
Железопътна линия Видин – Кошава е единична, неелектрифицирана, отклонение на главна линия № 7. Намира се в Северозападна България, област Видин.

## История
Линията е построена със средства на тогавашния Комитет по химия и металургия в периода 1964 – 1965 г. по проект на държавното предприятие „Нипроруда“. Основното и предназначение е да свърже богатото находище на гипс, намиращо се край село Кошава с железопътната мрежа на страната. В края на 70-те години е построена железопътната връзка на ферибота Видин – Калафат с отклонение от железопътната линия, което обслужва Западна индустриална зона на Видин и пристанище Видин-север. На мястото на отклонението е създаден разделен пост „Капитановци“. Пътническите превози по линията са прекратени още през 70-те години на ХХ век.
В началото на 90-те години е прекратено използването на ферибота за вагони, намалява и превозната работа в участъка. По това време са закрити всички експлоатационни пунктове и прелези в участъка, включително на гарите Видин-фериботна и Кошава.

## В днешно време
В началото на ХХI век линията след РП „Капитановци“ е прехвърлена за стопанисване на предприятието за гипс. През 2007 – 2013 г. е построен мостът Нова Европа над река Дунав с автомобилна и железопътна връзка с Румъния. В проекта влиза рехабилитация и обновяване на частта от линията от гара Видин-пътническа до РП „Капитановци“ и строеж на връзка с моста от разделния пост. Този участък е електрифициран и проектиран за скорости от 160 km/h.